# Trzebiechów (powiat krośnieński)
Trzebiechów – wieś w Polsce, położona w województwie lubuskim, w powiecie krośnieńskim, w gminie Maszewo. W pobliżu miejscowości leży jezioro Trzebisz.
W latach 1975–1998 miejscowość należała administracyjnie do województwa zielonogórskiego.

## Zabytki
Do wojewódzkiego rejestru zabytków wpisana jest:
- ruina kościoła z 1755 roku.